# Pseudonupserha flavipennis
Pseudonupserha flavipennis är en skalbaggsart som beskrevs av Stefan von Breuning 1967. Pseudonupserha flavipennis ingår i släktet Pseudonupserha och familjen långhorningar. Inga underarter finns listade i Catalogue of Life.